# Marvel Loch
Marvel Loch is een plaats in de regio Wheatbelt in West-Australië.

## Geschiedenis
Ten tijde van de Europese kolonisatie leefden de Kalamaia Aborigines in de streek.
In 1906 werd er goud gevonden en een lease opgenomen die Marvel Loch heette. De lease was vernoemd naar het paard dat in 1905 de 'Caulfield Cup' won. Een andere lease heette 'Jaccoletti's'. In 1911 werd het plaatsje Marvel Loch tussen de twee leases in gesticht en naar de eerste lease vernoemd.
Het 'South Yilgarn Hotel' werd in 1910 gebouwd. Het werd later het 'Marvel Loch Hotel' genoemd. Een jaar later, in 1911, werd in Marvel Loch een schooltje gebouwd. Het verving een ouder primitief klaslokaaltje. In de jaren 1950 werd het schooltje nog met een extra klaslokaal uitgebreid.
In 1912 werd Marvel Loch op C.Y. O'Connors meer dan 500 kilometer lange pijpleiding van Mundaring naar de oostelijke goudvelden aangesloten. Voordien werd water uit een dam geput.

## Beschrijving
Marvel Loch maakt deel uit van het lokale bestuursgebied (LGA) Shire of Yilgarn. Het is een verzamel- en ophaalpunt voor de oogst van de in de streek bij de Co-operative Bulk Handling Group aangesloten graanproducenten.
Marvel Loch heeft een hotel en een winkel met postkantoor.
De sinds 1906 door verschillende ondernemingen uitgebate 'Marvel Loch'-goudmijn sloot eind 2012. Het jaar erop werd ze verkocht aan het Chinese bedrijf 'Hanking Gold Mining'.
In 2021 telde het 120 inwoners, tegenover 98 in 2006.

## Toerisme
Ten westen van Marvel Loch liggen enkele natuurreservaten met granieten ontsluitingen, waaronder het Frog Rock Reserve, waar men inheemse dieren, planten en een grote verscheidenheid aan wilde bloemen kan aanschouwen. Een toeristische autoroute, de Granite Discovery South, verbindt de plaatsen.

## Transport
Marvel Moch ligt langs de 'Marvel Loch - Southern Cross Road' die aansluit op de Great Eastern Highway. Het ligt 401 kilometer ten oosten van de West-Australische hoofdstad Perth, 115 kilometer ten oosten van Merredin en 31 kilometer ten zuiden van Southern Cross, de hoofdplaats van het lokale bestuursgebied waarvan Marvel Loch deel uitmaakt.
Net ten oosten van Marvel Loch ligt een startbaan: Marvel Loch Airport (ICAO: YMVH).

## Klimaat
Marvel Loch kent een koud steppeklimaat, BSk volgens de klimaatclassificatie van Köppen. De gemiddelde jaarlijkse temperatuur bedraagt 17,2 °C en de gemiddelde jaarlijkse neerslag ligt rond 302 mm.